# Welcome to Japan, Ms. Elf!
Ласкаво просимо до Японії, пані Ельфійко (яп. 日本へようこそエルフさん。, Nihon e Yōkoso Erufu-san, Welcome to Japan, Ms. Elf!) — серія ранобе, написана Макісіма Сузукі та проілюстрована Яппеном. Її публікація почалася онлайн у 2017 році на платформі для створення романів Shōsetsuka ni Narō. Згодом права на серію придбала компанія Hobby Japan, яка випустила перший том ранобе у серпні 2018 року під імпринтом HJ Novels. Станом на жовтень 2023 року було опубліковано дев'ять томів.
Манґа-адаптація з ілюстраціями Шімо Аоно почала виходити онлайн на сайті Comic Fire від Hobby Japan у грудні 2018 року. Як ранобе, так і манґа ліцензовані в Північній Америці компанією J-Novel Club.
Аніме-адаптація, створена студією Zero-G, вийшла у січні 2025 року.

## Сюжет
Казухіро Кітасе з дитинства, щоразу засинаючи, бачив сни про фантастичний світ. Одного дня він вирушає досліджувати цей світ разом зі своєю ельфійською подругою Марією, але їх вбиває дракон. Вони раптово прокидаються у нього вдома в Японії й зрештою розуміють, що щоразу, коли він засинає або гине у фантастичному світі, він і всі, кого він торкається, повертаються до Японії. Повернутися до фантастичного світу можна, знову заснувши.
Вони регулярно переміщуються між двома світами: Казухіро допомагає Марії пристосуватися до життя в сучасній Японії, а також вирушає на завдання у фантастичному світі, зрештою приводячи інших людей до Японії.

## Персонажі
Казухіро Кітасе (яп. 北瀬一廣, Kitase Kazuhiro) / Казухіхо (яп. カズヒホ)
25-річний японський офісний працівник, який з дитинства звично переміщується у фантастичний світ, засинаючи на Землі. У цьому світі, де він через помилку у написанні називає себе Казухіхо, йому досі 15 років, і він є Ілюзорним мечником, який подорожує разом із Марією. Після того, як вони з Марією гинуть від драконячого вогню, Марія несподівано опиняється поруч із ним у Японії, Казухіро усвідомлює, що фантастичний світ реальний, а його здатність переміщуватися можна поширити на інших. Його спеціальні навички у фантастичному світі включають створення ілюзій, подорожі через інші виміри для швидкого пересування та володіння багатьма мовами, які він вивчив. Проте, крім їжі, він не може переносити предмети між світами. Упродовж історії він закохується в Марію
Марія (яп. マリー, Marī) / Маріабель (яп. マリアーベル, Mariāberu)
102-річна ельфійська чаклунка майстриня як арканної, так і духівної магії, давня супутниця Казухіро після того, як під час їхньої першої зустрічі вона вбила його. Коли вони проникли в лігво дракона, аби подивитися на яйця, їх спопелили драконячим вогнем. Казухіро, обійнявши Марію, намагаючись захистити, мимоволі переносить її на Землю. Там вона захоплюється новинками сучасної японської культури, особливо їжею. З часом Марія також закохується в Казухіро.
Врідра (яп. ウリドラ, Uridora)
Стародавній жіночий Аркдракон, здатний приймати майже людську форму, переносячи свою свідомість у тіло, створене її драконом. Врідра вбила Казухіро і Марію після того, як вони проникли в її лігво, що призвело до першого переміщення Марії на Землю разом із Казухіро. Коли вони повернулися, їм вдалося заспокоїти Врідру, запропонувавши японську їжу та пиво. Після цього вона почала розплачуватися своїми лускою і кров'ю, які є дуже рідкісними та потужними магічними компонентами, а згодом вирішила сама відвідати Землю.
Мюї (яп. ミュイ, Myui)
Молодий звіролюд із племені неко, який жив разом із дідусем у схованці після того, як їхнє плем'я було знищено монстром, що шукав магічні камені. Потрапивши в полон до бандитів, які також убили його діда, Мюї змушений використовувати дідусів магічний камінь для виклику монстрів, аби нападати на мандрівників. Його звільняють Казухіро і Марія.
Каоруко ІчідзьоМолода бібліотекарка і знайома Казухіро, яка живе в тому ж багатоквартирному будинку.

## Медіа

### Ранобе
Написаний Макісіма Сузукі, роман «Ласкаво просимо до Японії, пані Ельфійко» почав публікуватися як веброман на платформі Shōsetsuka ni Narō 22 лютого 2017 року. Пізніше права на твір придбала компанія Hobby Japan, яка випустила його під імпринтом HJ Novels у серпні 2018 року з ілюстраціями Яппена. Станом на жовтень 2023 року вийшло дев'ять томів (включаючи чотири томи, що публікуються лише в цифровому форматі). Ранобе ліцензоване в Північній Америці компанією J-Novel Club.
| №  | Дата виходу         | ISBN                   |
| -- | ------------------- | ---------------------- |
| 1  | 25 серпня 2018      | ISBN 978-4-7986-1735-0 |
| 2  | 22 грудня 2018      | ISBN 978-4-7986-1843-2 |
| 3  | 24 травня 2019      | ISBN 978-4-7986-1912-5 |
| 4  | 21 вересня 2019     | ISBN 978-4-7986-2001-5 |
| 5  | 22 лютого 2020      | ISBN 978-4-7986-2107-4 |
| 6  | 22 липня 2020 (ЕК)  | —                      |
| 7  | 19 липня 2021 (ЕК)  | —                      |
| 8  | 19 жовтня 2022 (ЕК) | —                      |
| 9  | 19 жовтня 2023 (ЕК) | —                      |
| 10 | 18 січня 2025 (ЕК)  | —                      |

### Манґа
Манґа-адаптація, проілюстрована Шімо Аоно, почала публікуватися на манґа-сайті Comic Fire від Hobby Japan 24 грудня 2018. Станом на серпень 2024 року вийшло десять томів. Манґа також ліцензована компанією J-Novel Club.
| №  | Дата виходу     | ISBN                   |
| -- | --------------- | ---------------------- |
| 1  | 27 травня 2019  | ISBN 978-4-7986-1935-4 |
| 2  | 27 березня 2020 | ISBN 978-4-7986-2155-5 |
| 3  | 27 серпня 2020  | ISBN 978-4-7986-2251-4 |
| 4  | 1 березня 2021  | ISBN 978-4-7986-2431-0 |
| 5  | 1 вересня 2021  | ISBN 978-4-7986-2585-0 |
| 6  | 1 березня 2022  | ISBN 978-4-7986-2652-9 |
| 7  | 29 вересня 2022 | ISBN 978-4-7986-2884-4 |
| 8  | 1 травня 2023   | ISBN 978-4-7986-3071-7 |
| 9  | 28 грудня 2023  | ISBN 978-4-7986-3332-9 |
| 10 | 1 серпня 2024   | ISBN 978-4-7986-3562-0 |

### Аніме
Аніме-адаптацію було анонсовано 28 грудня 2023 року. Пізніше було підтверджено, що це буде телевізійний серіал, який вироблятиме студія Zero-G, а режисером стане Тору Кітахата. Сценарій серіалу пише Ая Йошінаґа, дизайн персонажів створює Мадока Хірайяма, яка також працює як головний анімаційний директор, а музику компонує Канако Хара. Прем'єра серіалу відбулася 11 січня 2025 року в програмному блоці Animeism на каналах MBS, TBS та CBC. Початковою темою є «Palette Days» у виконанні Ріко Сасакі, а завершальною темою є «Yummy Yummy» у виконанні Nijisanji VTubers Kaede Higuchi та Kanae. Crunchyroll транслюватиме серіал.

## Сприйняття
Демелза з Anime UK News відзначила, що манґа пропонує унікальний поворот на звичайні тропи, також похваливши персонажів.
Крістофер Фарріс з Anime News Network похвалив персонажів та мистецтво, але відзначив, що сюжет був здебільшого без подій і мав неповністю розкритий потенціал.